# Fruktifikace

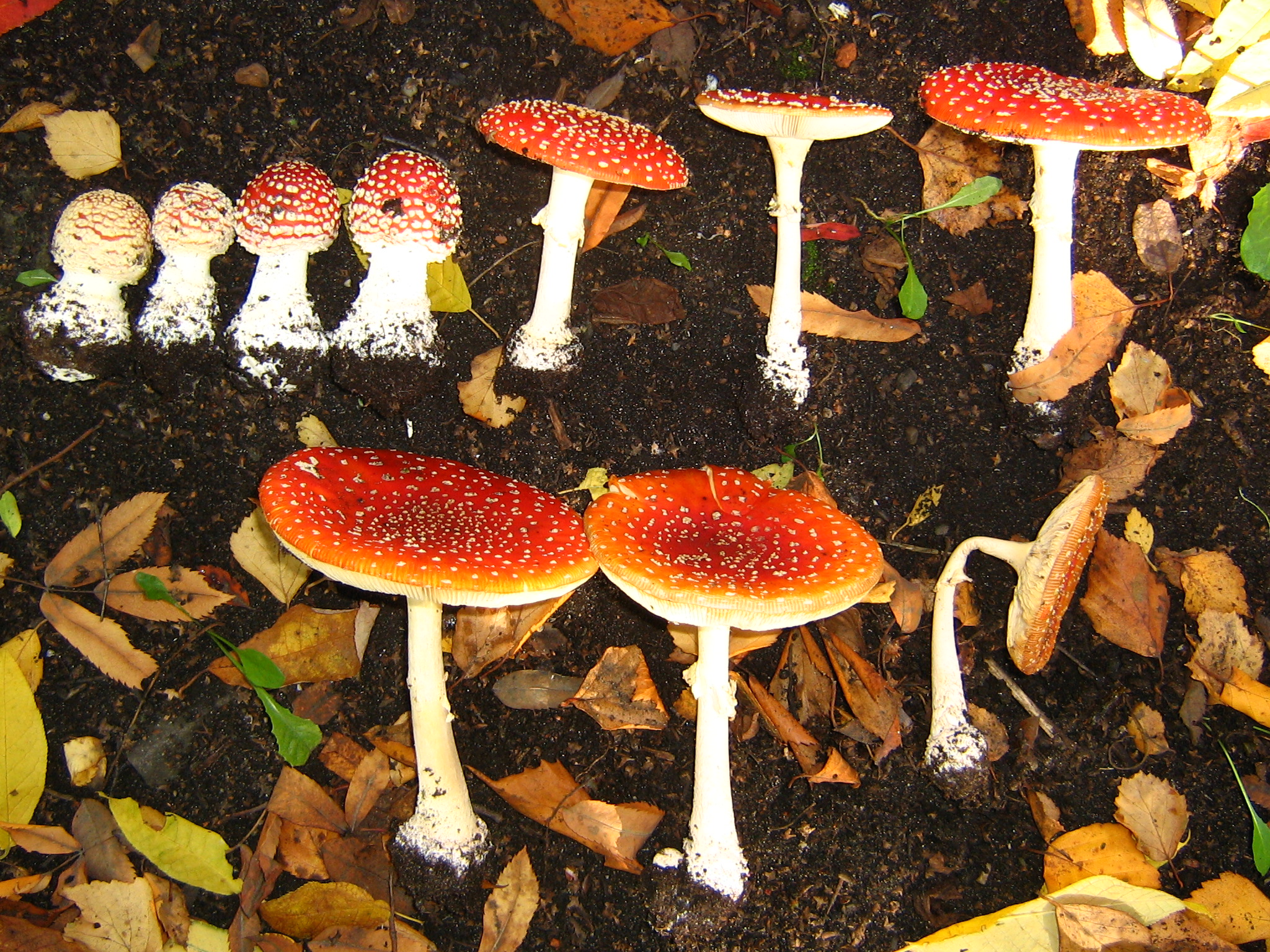
Vývin plodnice muchomůrky červené. Plodnice, které jsou nesprávně obecně považovány za houby samotné, jsou ve skutečnosti jen k rozmnožování určený útvar

Fruktifikace je proces tvorby plodnic vyšších hub, případně proces tvorby plodniček hlenek, kterým vrcholí životní cyklus těchto organizmů.

## Houby
Fruktifikace je proces tvorby plodnic vyšších hub, kterým vrcholí životní cyklus těchto organizmů. Fruktifikuje mycelium, podmínkou je přítomnost dvou odlišných mycelií a vhodných podmínek (například konkrétní teplota, průběh teplot, vlhkost, dostatek živin, přítomnost mykorhizního symbionta, přítomnost vzduchu nebo světla a podobně).
Souvislost mezi jednotlivými faktory a závislost fruktifikace na jejich přítomnosti je z velké části neobjasněna. Jmenovat lze například produkci a v závislosti na ní i koncentraci oxidu uhličitého v půdě, dále půdní teplotu a její denní a noční cykly, změny v intenzitě fotosyntézy hostitele, změny v dostupnosti dusíku, změnu délky dne atp., přičemž se předpokládá, že určitý podíl budou mít i tzv. biologické hodiny, jejichž existence však není přímo doložena. Výrazný vliv mají srážky – vydatný déšť odstartuje proces fruktifikace, ale trvá poměrně dlouhou dobu, než plodnice dosáhnou makroskopické úrovně, kdy jsou pozorovatelné či „sbíratelné“ houbaři – takto výrazný růst nastává teprve po 20. dni od nástupu srážek. Často vzpomínaná závislost růstu hub na fázi měsíce je nepřímá; podle australského vědce Edwarda George Bowena mají fáze měsíce vliv na pohyb meteorických rojů, které mají za následek vznik srážek.
Podmínky, které je třeba splnit pro iniciování fruktifikace, se velmi významně liší i v závislosti na druhu houby. Bylo prokázáno, že například hřib smrkový fruktifikuje v důsledku chladového šoku, kdy během dvou až tří dnů poklesne teplota o 5 °C (v rámci rozsahu 10 až 20 °C). Naopak u hřibu plavého byl pozorován výskyt plodnic tři týdny poté, co průměrná denní teplota prudce stoupla z 10–12 °C na 17–18 °C.